# Bataliony Chłopskie
Bataliony Chłopskie (BCh) (en français : Bataillon des paysans), est un mouvement de résistance polonaise, créé vers la mi-août 1940 par le Parti paysan polonais (en polonais : Polskie Stronnictwo Ludowe, abrégé en PSL). En été 1944, l'organisation qui compte environ 160 000 hommes, intègre partiellement l'Armia Krajowa (AK).

## Organisation
Au début de l'occupation de la Pologne par l'Allemagne et par l'Union soviétique, le parti paysan est réticent à l'idée de créer sa propre force de résistance armée. Vers le milieu de l'année 1940 plusieurs petits groupes se forment, la plupart du temps pour l'auto-défense des paysans polonais contre la terreur allemande et les politiques économiques. La plupart de leurs membres qui (avant la guerre) avaient reçu une formation militaire et s'étaient regroupés en Direction centrale du mouvement paysan (CKRL), sont transférés vers d'autres organisations de résistance armée, notamment la Związek Walki Zbrojnej (ZWZ).
Au début de l'année 1941, il est décidé de créer une force armée. Le noyau du BCh nouvellement formé de l'organisation antérieure Chłostra (acronyme de Chłopska Straż - Garde des paysans) et d'autres organisations clandestines du mouvement paysan, comme Związek Młodzieży Wiejskiej (Association de jeunes paysans), Chłopska Organizacja Wolności "Racławice" (Organisation de paysans libres "Racławice") et Centralny Związek Młodej Wsi "Siew" (Union centrale de jeunes villageois "Siew").
La structure du BCh est fondée sur les divisions administratives polonaises d'avant-guerre. Les zones correspondent à peu près aux anciennes voïvodies et sont divisées en districts. À la mi-1943 10 zones sont formées:
1. Varsovie
2. Voïvodie de Varsovie
3. Kielce
4. Lublin
5. Łódź
6. Cracovie, Rzeszów, Silesie
7. Białystok
8. Volhynie
9. Lviv, Stanisławów, Ternopil
10. Poznan

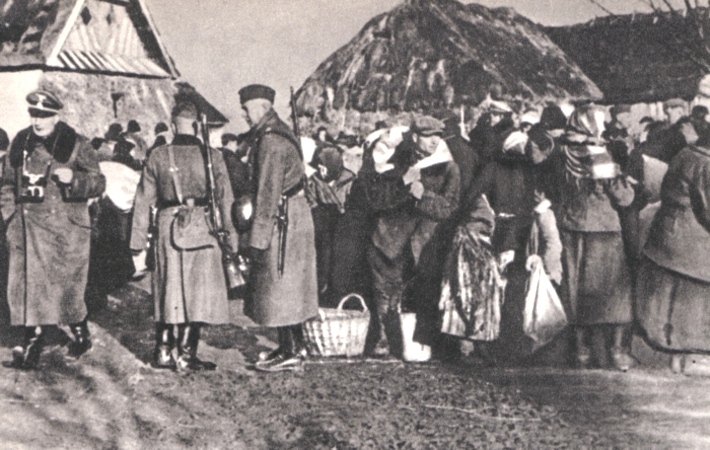
Paysans polonais expulsés de la région de Zamosc, durant l'hiver 1942/1943

Chacune des zones dirige ses propres unités, constituées essentiellement en milices territoriales, créées pour l'auto-défense, le sabotage et la préparation du soulèvement national, et en unités tactiques, strictement militarisées, créées pour être utilisées en tant que noyau du futur soulèvement. La plupart des unités tactiques se sont jointes à l'Armia Krajowa. Franciszek Kamiński est le commandant en chef du BCh.
Pendant le processus d'unification de la résistance polonaise, une grande partie (environ 50 000 hommes) des soldats du BCh est intégrée par la Délégation du gouvernement pour la Pologne (pl) avec Armia Krajowa et Państwowy Korpus Bezpieczeństwa (pl) (PKB). Au début 1943, une partie des unités tactiques est transformée en unités spéciales spécialisées dans le détournement et les actions de représailles. Vers l'été 1944, le Bataliony Chłopskie compte environ 160 000 hommes répartis en 70 unités. L'unification complète avec l'Armia Krajowa ne se réalise toutefois pas avant la fin de la guerre.

## Actions

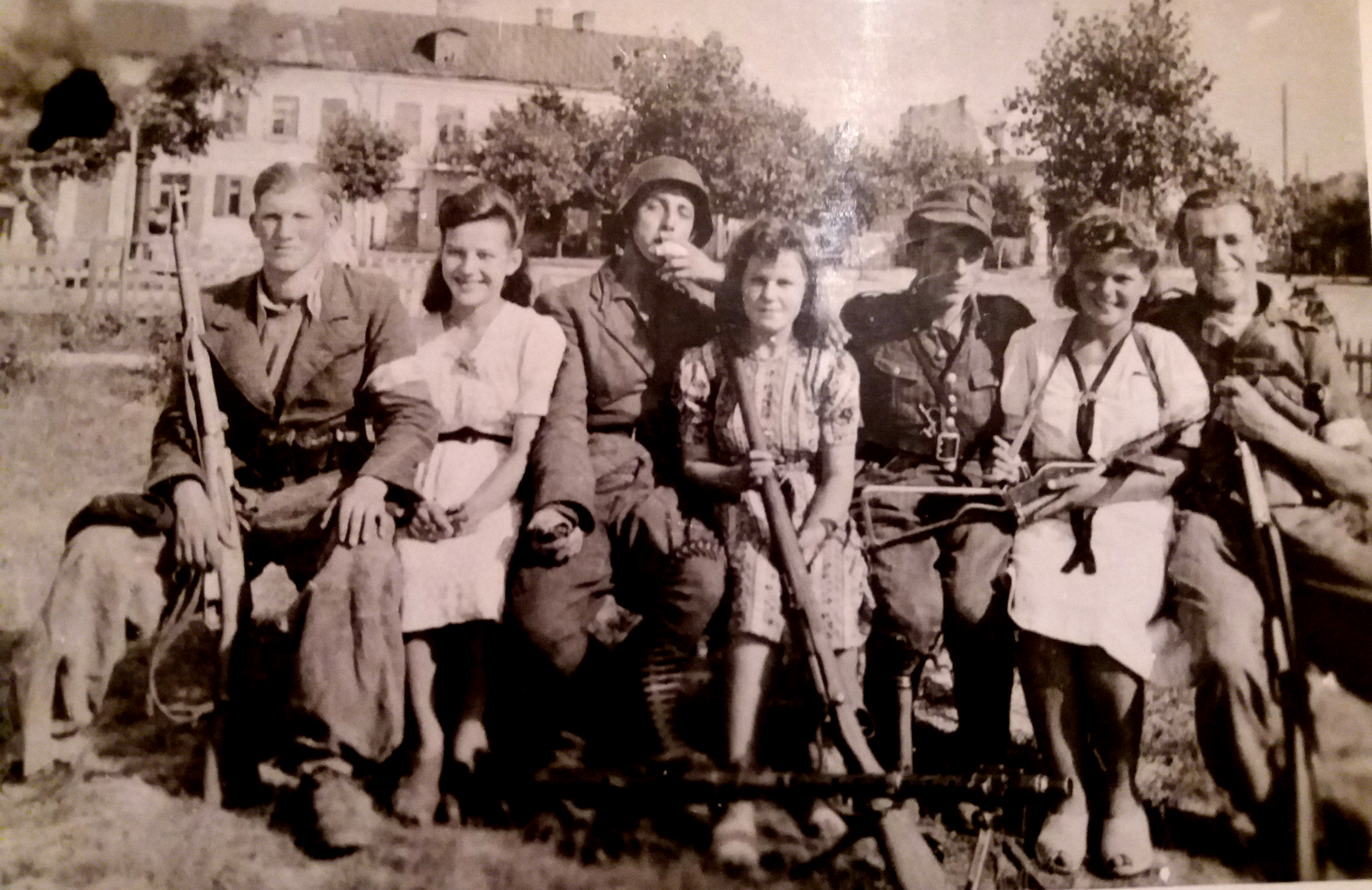
Division de bataillon paysan avec le major Stanisław Kot.

Le Bataliony Chłopskie se donne pour mission : la défense des paysans contre l'exploitation économique, la défense des paysans contre les expulsions, l'auto-défense contre la terreur nazie et l'aide aux expulsés, juifs, intellectuels et aux familles des prisonniers.
Les premières grandes actions de résistance armée commencent à la fin de 1942, lorsque la région Zamość est choisie pour être colonisée par des paysans allemands dans le cadre du Generalplan Ost. Les paysans polonais sont expropriés de leurs fermes et expulsés avec une grande brutalité. Leurs fermes sont remises aux colons allemands. Des enfants sont également séparés de leurs parents et après examen racial envoyés en Allemagne pour être élevés dans des familles allemandes. Après plusieurs grandes batailles (les plus notables étant les batailles de Wojda, Róża et Zaboreczno), les Nazis arrêtent les expulsions. (voir Soulèvement de Zamość).
Le 31 mai 1944 une unité de BCh, commandée par Jan Jabłoński (pl), attaque le Tannenberg qui navigue sur la Vistule. Le navire est gravement endommagé et 60 soldats allemands sont tués.
Le Bataliony Chłopskie prend part également à la surveillance des zones d'essai des missiles V-1 et V-2 à Blizna et parvint à récupérer 13 éléments d'un missile tombé à proximité du village de Sarnaki. Dans la nuit 25 au 26 juillet 1944, au cours de l'opération Most III, un Dakota du 267e escadron de la RAF atterrit sur un avant-poste de l’Armia Krajowa pour charger les pièces du missile et les envoyer aux alliés.

## Sources
- (pl) Cet article est partiellement ou en totalité issu de l’article de Wikipédia en polonais intitulé « Bataliony Chłopskie » (voir la liste des auteurs).
- La résistance Polonaise en débat - Persée